# Simon Stampfer

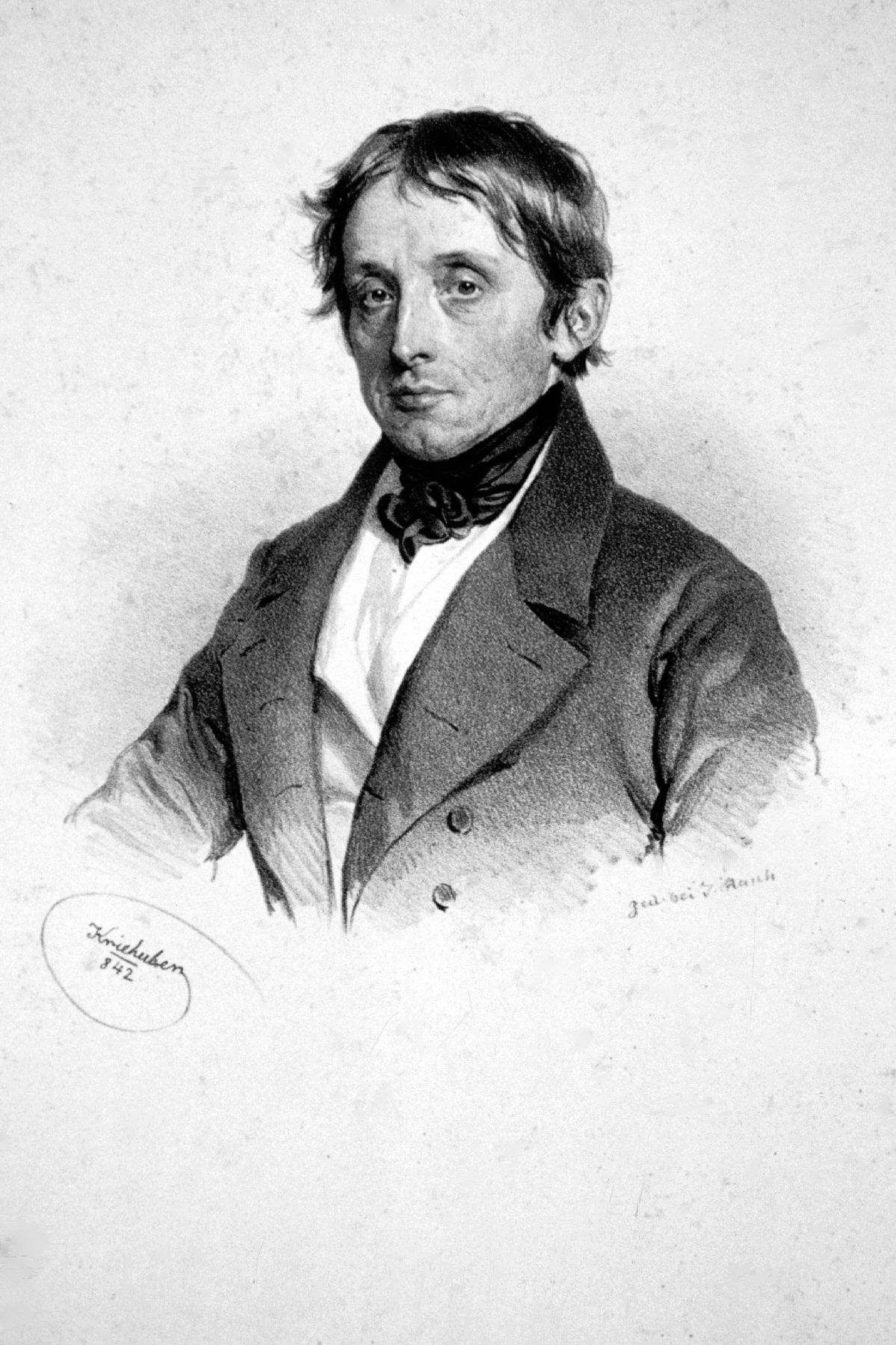
Simon Ritter von Stampfer Lithographie von Josef Kriehuber, 1842

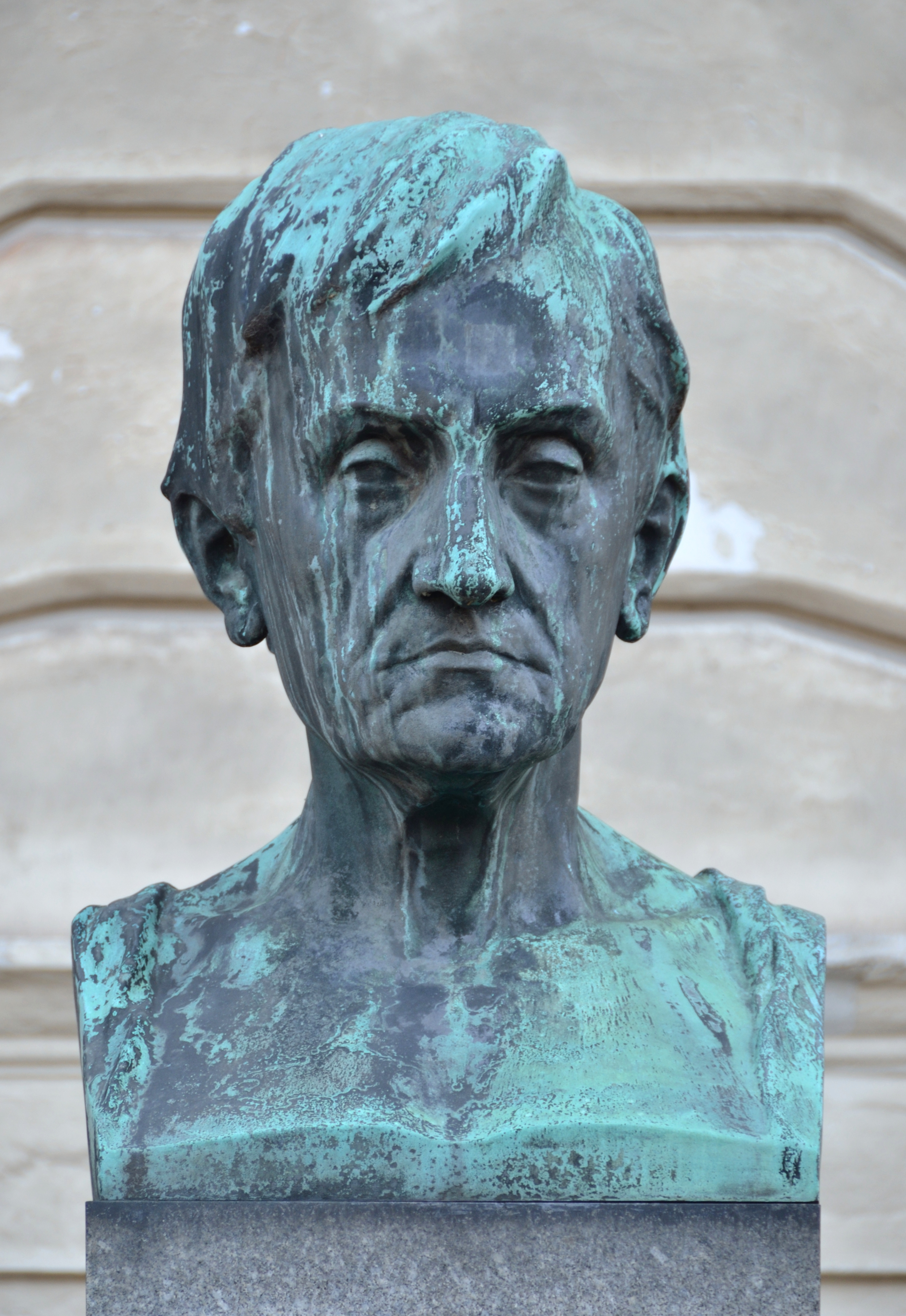
Büste Stampfers vor der TU Wien

Ritter Simon von Stampfer (* 26. Oktober 1790, in Windisch-Mattrai, Erzbistum Salzburg; † 10. November 1864 in Wien) war ein deutsch-österreichischer Mathematiker, Physiker, Geodät und Erfinder, sowie Professor am k.k. Polytechnischen Institut, der heutigen Technischen Universität Wien. Seine bekannteste Erfindung ist jene des Lebensrades, dem ersten Gerät zur Animation von Bildern zu Bewegungsabläufen.

## Leben

### Jugend und Ausbildung
Der gebürtige Salzburger war der erste Sohn der Heimweber Bartlmä Stampfer und Helene Schweinacher. Ab 1801 besuchte er die Marktschule Matrei und wechselte 1804 an das Franziskaner-Gymnasium in Lienz, das er bis 1807 besuchte. Anschließend ging er nach Salzburg, wo er das Lyceum zwar besuchen durfte und einen philosophischen Kurs besuchte, mangels Schulgeld jedoch nicht bewertet wurde. Als Klassenbester wurde er dann 1810 dennoch in den Kreis der ordentlichen Schüler aufgenommen.
1814 legte er in München die Lehramtsprüfung ab und bewarb sich dort auch als Lehrer. Er entschied sich dann jedoch, in Salzburg zu bleiben, wo er am Gymnasium seinen Lebensunterhalt als Hilfslehrer in Mathematik, Naturgeschichte, Physik und Griechisch verdiente. Er wechselte danach ans Lyzeum, wo er Elementarmathematik, Physik und angewandte Mathematik unterrichtete. Dort wurde er 1819 auch zum Professor ernannt. In seiner Freizeit führte der junge Gelehrte geodätische Messungen, astronomische Beobachtungen, Versuche über die Fortpflanzungsgeschwindigkeit des Schalls und Höhenmessungen mit Hilfe des Barometers durch. Stampfer war oft im Benediktinerstift Kremsmünster zu Gast, das über einen astronomischen Turm und zahlreiche astronomische Geräte verfügte.
1822 heiratete er Johanna Wagner, die ihm 1824 seine erste Tochter (Maria Aloysia Johanna) und 1825 seinen ersten Sohn (Anton Simon Josef) gebar.

### Lehrtätigkeit und erste wissenschaftliche Arbeiten
Nach mehreren erfolglosen Bewerbungen, unter anderem in Innsbruck, wurde Stampfer schließlich am Salzburger Lyzeum zum ordentlichen Professor der reinen Elementarmathematik ernannt. Als jedoch am Polytechnischen Institut in Wien, wo er sich ebenfalls beworben hatte, der Lehrstuhl für Praktische Geometrie frei wurde, wurde er dort im Dezember 1825 zum Nachfolger von Franz Josef von Gerstner ernannt. Er lehrte nun Praktische Geometrie, beschäftigte sich jedoch weiterhin auch als Physiker und Astronom. So gab er unter anderem eine Methode zur Berechnung von Sonnenfinsternissen an.
Da er sich wegen seiner astronomischen Tätigkeit zwangsläufig auch mit Linsen und ihrer Genauigkeit auseinandersetzen musste, stieß er auf das Gebiet der optischen Täuschungen. Um 1828 entwickelte er daher Prüfungsmethoden für Fernrohre und Messverfahren zur Ermittlung der Krümmungshalbmesser von Linsen sowie des Brechungs- und Zerstreuungsvermögens des Glases. Bei seiner Arbeit an den theoretischen Grundlagen der Fertigung hochwertiger Optik wandte er sich dem Fraunhoferschen Objektiv zu.

### Entwicklung der „stroboskopischen Scheiben“
Ende des Jahres 1832 war Stampfer in der in Wien erscheinenden Zeitschrift für Physik und Mathematik auf die Versuche des britischen Physikers Michael Faraday aufmerksam geworden, der von der optischen Täuschung durch sich rasch drehende Zahnräder, deren Bewegung das menschliche Auge nicht mehr oder nur verfälscht wahrnehmen konnte, so beeindruckt war, dass er dem Phänomen nachging, Versuche mit Zahnrädern ähnelnden „Zahnscheiben“ durchführte und eine Abhandlung darüber verfasste. Stampfer wiederholte Faradays Versuche im Dezember 1832 und baute die Zahnscheiben um. Aus diesen Versuchen resultierte letztlich das Lebensrad (auch Zoetrop, Prof. Stampfers Stroboscopische Scheiben oder optische Zauberscheibe), ein Stroboskop bzw. ein Kreisdreher. Dabei handelt es sich um eine Trommel, die mit Schlitzen versehen ist. Auf der Innenseite befindet sich ein rotierender Zylinder, auf dem Bilder aufgebracht sind; dreht man den Zylinder und schaut durch den Sehschlitz, so entsteht der Eindruck eines fortlaufenden, bewegten Bildes.
Ähnliche Entwicklungen gelangen fast gleichzeitig dem Belgier Joseph Antoine Ferdinand Plateau (Phenakistiskop) und dem Briten William Horner, Stampfer erhielt für seine Erfindung am 7. Mai 1833 dennoch das kaiserliche Privileg Nr. 1920, das ihn für zwei Jahre vor Konkurrenz sicherte:

„1920. S. Stampfer, Professor am k. k. polytechnischen Institute in Wien. (Wieden, Nro. 64), und Mathias Trentsensky; auf die Erfindung, Figuren und farbige Formen, überhaupt Bilder jeder Art, nach mathematischen und physischen Gesetzen so zu zeichnen, dass, wenn dieselben mit gehöriger Schnelligkeit durch irgend einen Mechanismus vor dem Auge vorbeigeführt werden, während der Lichtstrahl beständig unterbrochen wird, die mannigfaltigsten optischen Täuschungen in zusammenhängenden Bewegungen und Handlungen dem Auge sich darstellen, und wobei diese Bilder am einfachsten auf Scheiben von Pappe oder irgend einem andern zweckmässigcn Materiale gezeichnet werden, an deren Peripherie Löcher zum Durchsehen angebracht sind. Wenn diese Scheiben, einem Spiegel gegenüber, schnell um ihre Achsen gedreht werden, so zeigen sich dem Auge beim Durchsehen durch die Löcher die belebten Bilder im Spiegel, und es können auf diese Weise nicht nur Maschinen-Bewegungen jeder Art, z. B. Räder und Hammerwerke, fortrollende Wägen und steigende Ballons, sondern auch die verschiedenartigsten Handlungen und Bewegungen von Menschen und Thieren überraschend dargestellt werden. Auch lassen sich nach demselben Prinzipe durch andere mechanische Vorrichtungen selbst zusammengesetztere Handlungen, z. B. theatralische Szenen, in Thätigkeit begriffene Werkstätten etc., sowohl durch transparente als auch nach gewöhnlicher Art gezeichnete Bilder darstellen. Auf zwei Jahre; vom 7. Mai.“

Das Gerät wurde von der Wiener Kunsthandlung Trentsensky & Vieweg kommerziell vermarktet. Die erste Auflage erschien im Februar 1833 und war bald ausverkauft, so dass im Juli bereits eine zweite, verbesserte Auflage erschien. Nicht zuletzt wegen des Patents konnte sich Stampfers Erfindung am meisten verbreiten, sodass sich seine Wortkreation „stroboskopische Scheiben“ letztlich auch außerhalb Österreichs durchsetzte und im Nachhinein dem „stroboskopischen Effekt“ seinen Namen gab.
In den folgenden Jahren gelangen Stampfer noch verschiedene andere Erfindungen.

### Späteres Schaffen
Einen weiteren Höhepunkt seiner Laufbahn bildet die Gründung der Kaiserlichen Akademie der Wissenschaften im Jahr 1847, zu deren ersten Mitgliedern er zählt. Ein Jahr später emeritierte der zunehmend an Schwerhörigkeit leidende Stampfer, führte jedoch seine Vorlesungen noch bis 1853 weiter.
1849 wurde Stampfer in Ehrung seines Lebenswerkes von „Se. Majestät dem Kaiser das Ritterkreuz Allerhöchst Seines Leopold-Orden“ verliehen; seitdem ist sein Name Simon Ritter von Stampfer.
1850 starben zwei seiner Kinder an Lungentuberkulose, 1856 seine Frau; Stampfer starb vereinsamt am 10. November 1864 in Wien an einem Schlaganfall. 1894 wurde die Stampfergasse in Wien-Hietzing nach ihm benannt.

## Schriften
- Auswahl von Publikationen zwischen 1818 – 1864, abgerufen am 1. Februar 2012